# MTS Turkmenistan
MTS Turkmenistan, BCTI è il primo operatore di telefonia mobile in Turkmenistan con 2,3 milioni di abbonati GSM (2011).
Nel 1993, BCTI è la prima compagnia a introdurre servizi di telefonia mobile in Turkmenistan con rete poi in GSM. Nel tardo 2010 ha iniziato a sviluppare la tecnologia 3G con standard CDMA. La rete UMC supporta il GPRS/EGPRS/EDGE e SMS/WAP/MMS/USSD.
I suoi concorrenti sono Altyn Asyr.